# Economia del Madagascar

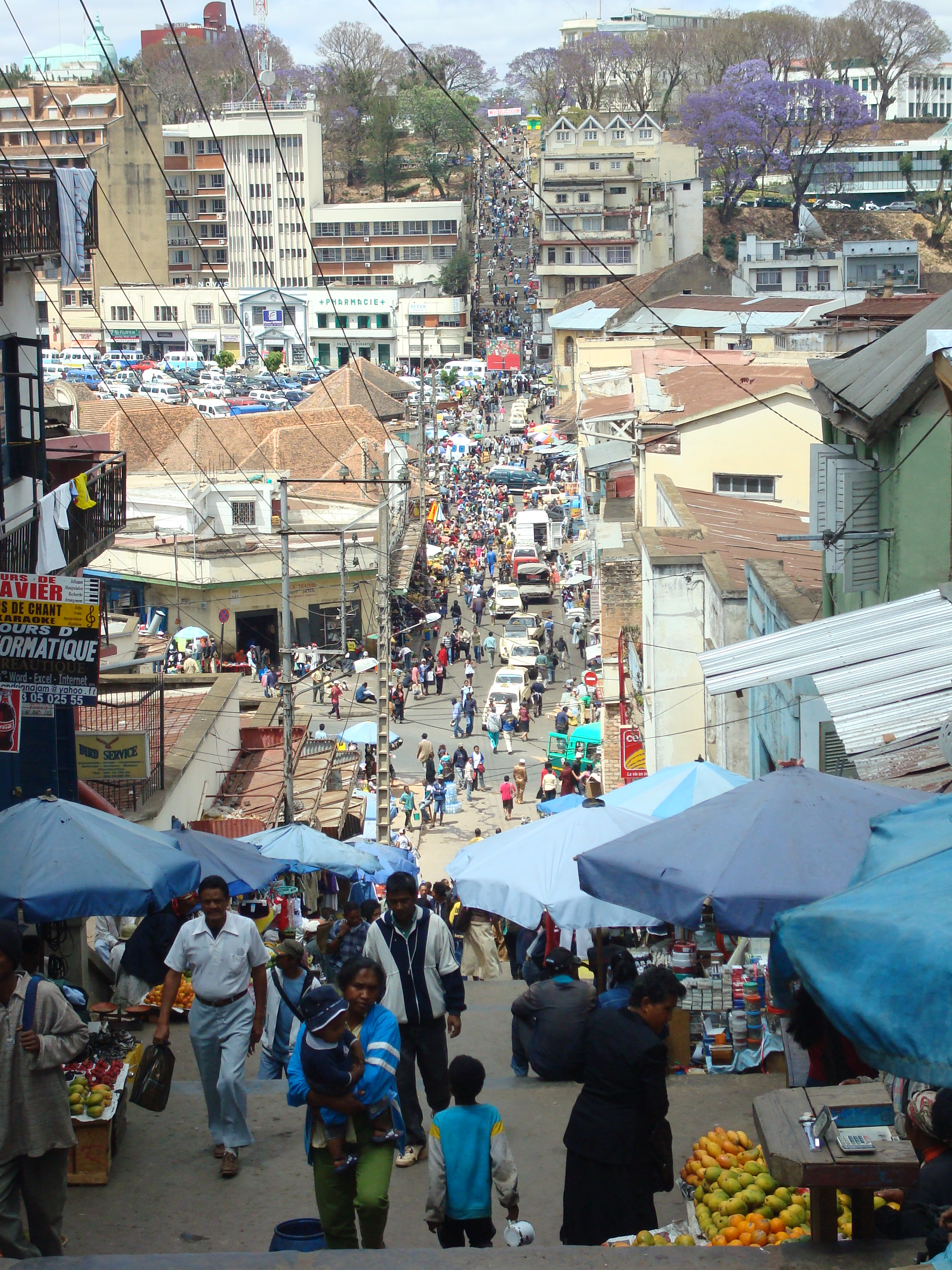
Antananarivo è la capitale e il principale centro economico del paese

L'Economia del Madagascar è nel 2021 una delle più povere del mondo; con il 49% della popolazione che vive in povertà estrema, l'isola ha prodotto nel 2021 un PIL di 13,64 miliardi di dollari americani a parità di potere d'acquisto e di 9,76 miliardi in termini nominali. Secondo i dati del 2017 l'agricoltura produce il 23,7% del PIL, l'industria il 16% e il terziario il 60,3%. L'economia dell'isola africana comunque in questi ultimi anni sta registrando una forte crescita, con tassi superiori al 4% annuo registrati nel 2021; Il reddito pro-capite dell'isola viene spesso indicato come intorno ai 1776 dollari l'anno al 2020, uno dei più bassi del mondo, dato comunque in crescita dal 2012; Il prodotto interno lordo è anche in grande crescita; è stata abbattuta anche la disoccupazione, che nel 2017 era pari al 1,8%. Nel 2023, l'economia dell'isola africana ha iniziato a riprendersi ed è cresciuta del 4.2% annuo.    

## Agricoltura e allevamento e pesca

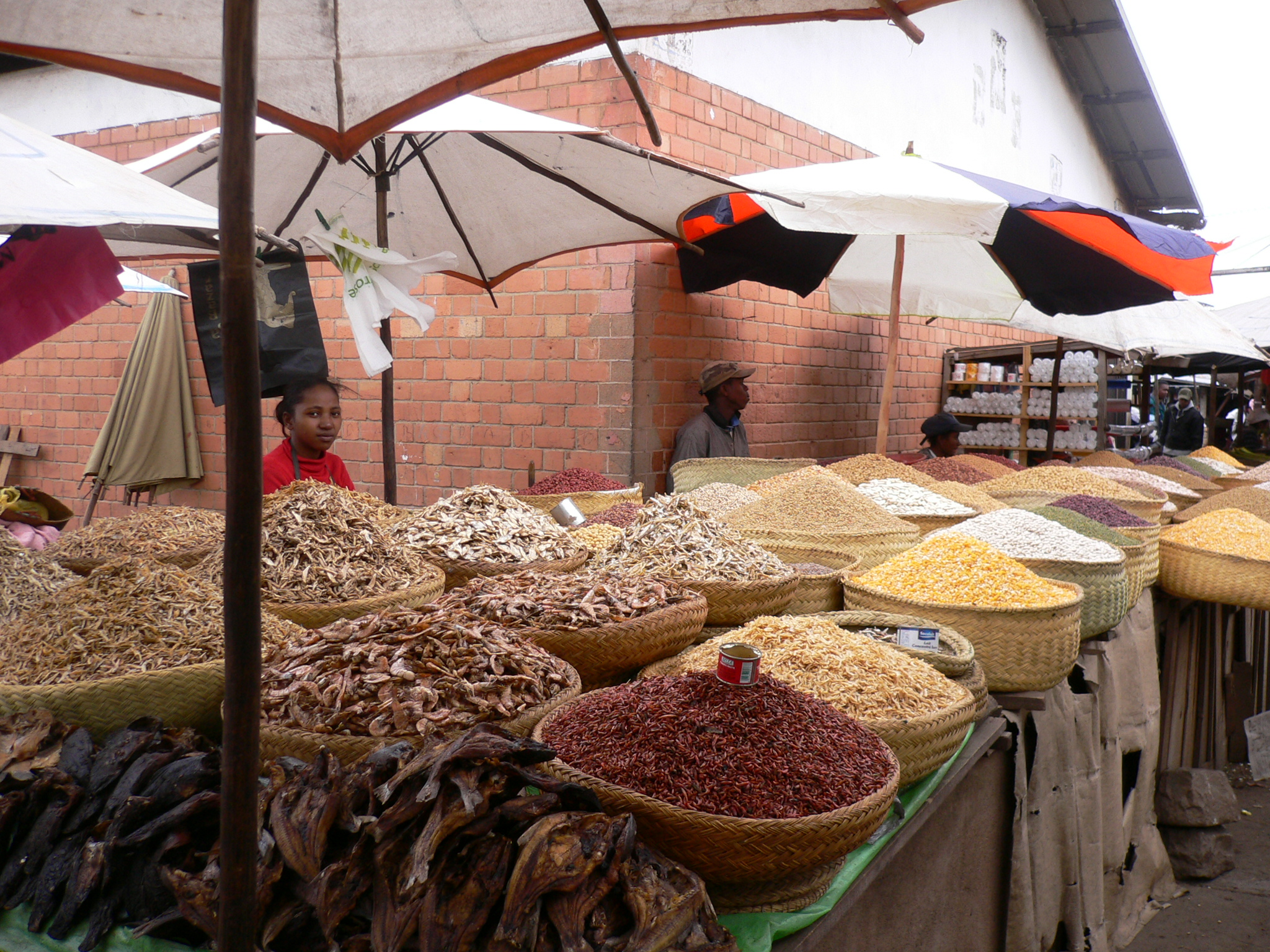
Mercato locale in Madagascar

L'agricoltura offre prodotti come vaniglia (di cui l'isola è il primo produttore al mondo), caffè, chiodi di garofano, cacao, manioca, fagioli, banane, arachidi; prodotti zootecnici; vengono coltivati anche prodotti come riso, che rappresenta l'alimento principale della cucina malgascia, agave sisalana e il kenaf, tung, tabacco, lemon-grass, l'ylang-ylang; importante anche l'allevamento, praticato con i zebù malgasci, utilizzati sia per la produzione di carni sia per i lavori agricoli; altre specie d'allevamento comprendono caprini, ovini, suini e volatili da cortile; la pesca che è praticata lungo le coste e anche nelle lagune interne ha recentemente avuto un boom, grazie soprattutto all'esportazione dei gamberi.

## Industria

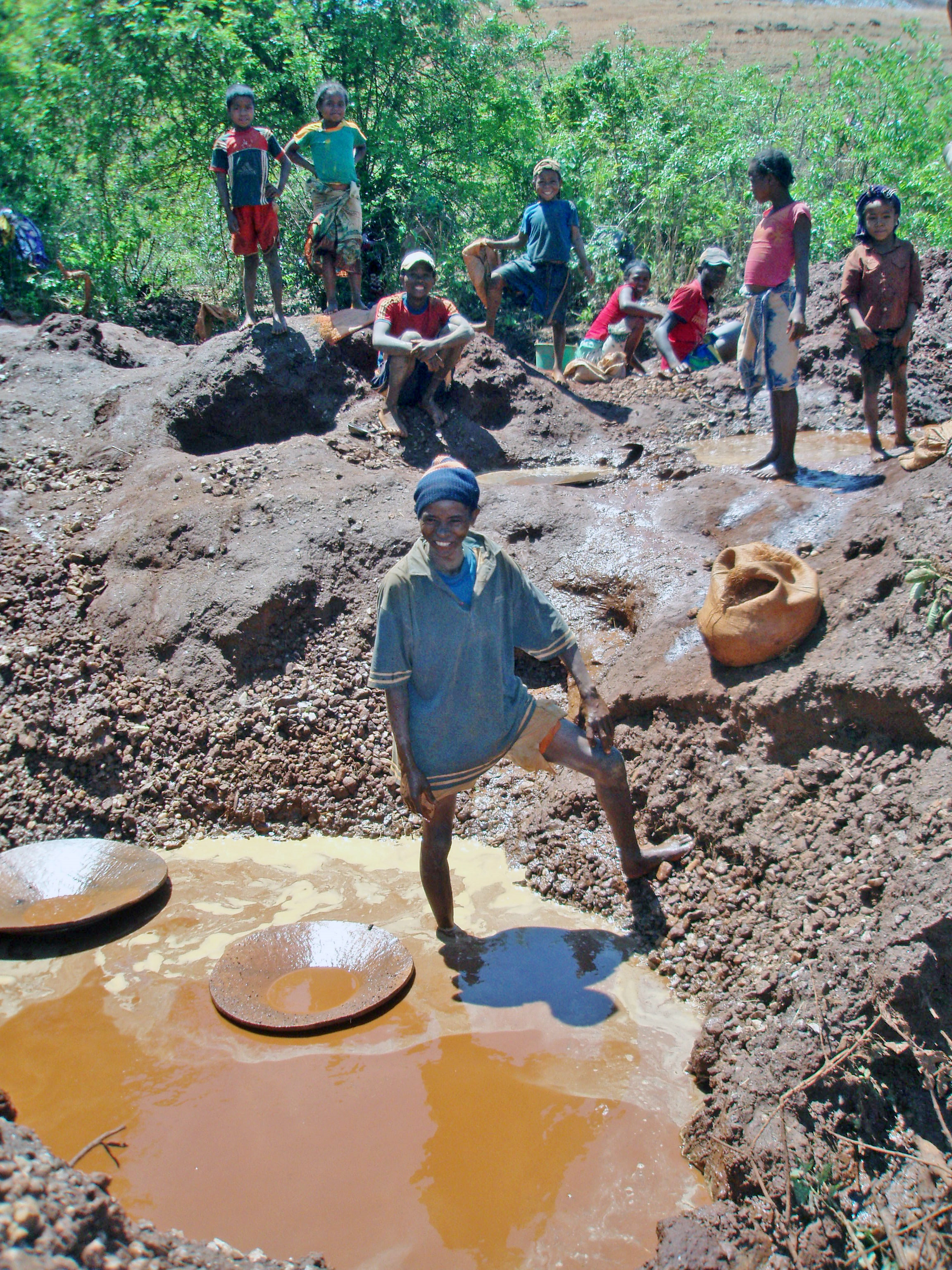
Estrazione dell'oro

L'industria malgascia è composta principalmente da piccole e medie aziende; la produzione industriale è in forte ascesa, infatti nel 2017 è cresciuta del 4.8%; L'industria malgascia è ancora poco sviluppata; un settore produttivo è quello della manifattura tessile e della trasformazione dei prodotti agricoli. Il Madagascar importa materie prime, combustibili, macchinari, attrezzature industriali e prodotti chimici, mentre esporta prodotti del settore primario e minerali come grafite, cromite, mica; l'estrazione mineraria è soprattutto svolta da società straniere anche se le risorse del sottosuolo non sono abbondanti: sono stati recentemente scoperti grandi giacimenti di petrolio, risorsa questa che potrebbe avere un ruolo chiave nella crescita economica dell'isola africana.In base ai dati ufficiali, è scomparso circa il 70% delle foreste. La deforestazione, insieme all'intenso sfruttamento dei pascoli, ha causato l'erosione del suolo e avviato un processo di desertificazione. L'esportazione tessile e di abbigliamento è rivolta soprattutto agli Stati Uniti e ai mercati europei, e avviene rispettivamente nel contesto degli accordi African Growth and Opportunity Act e Everything But Arms. 

## Servizi e terziario

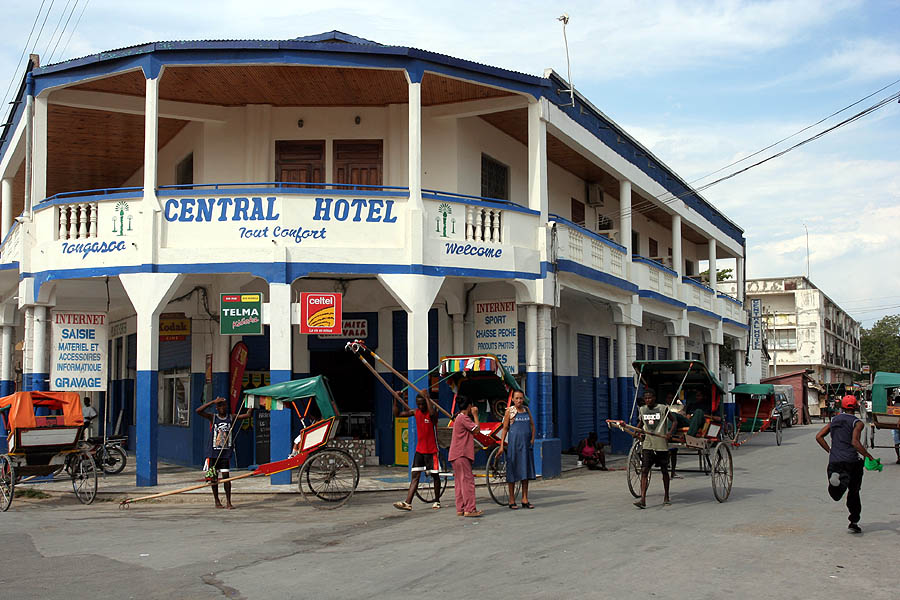
Toliara

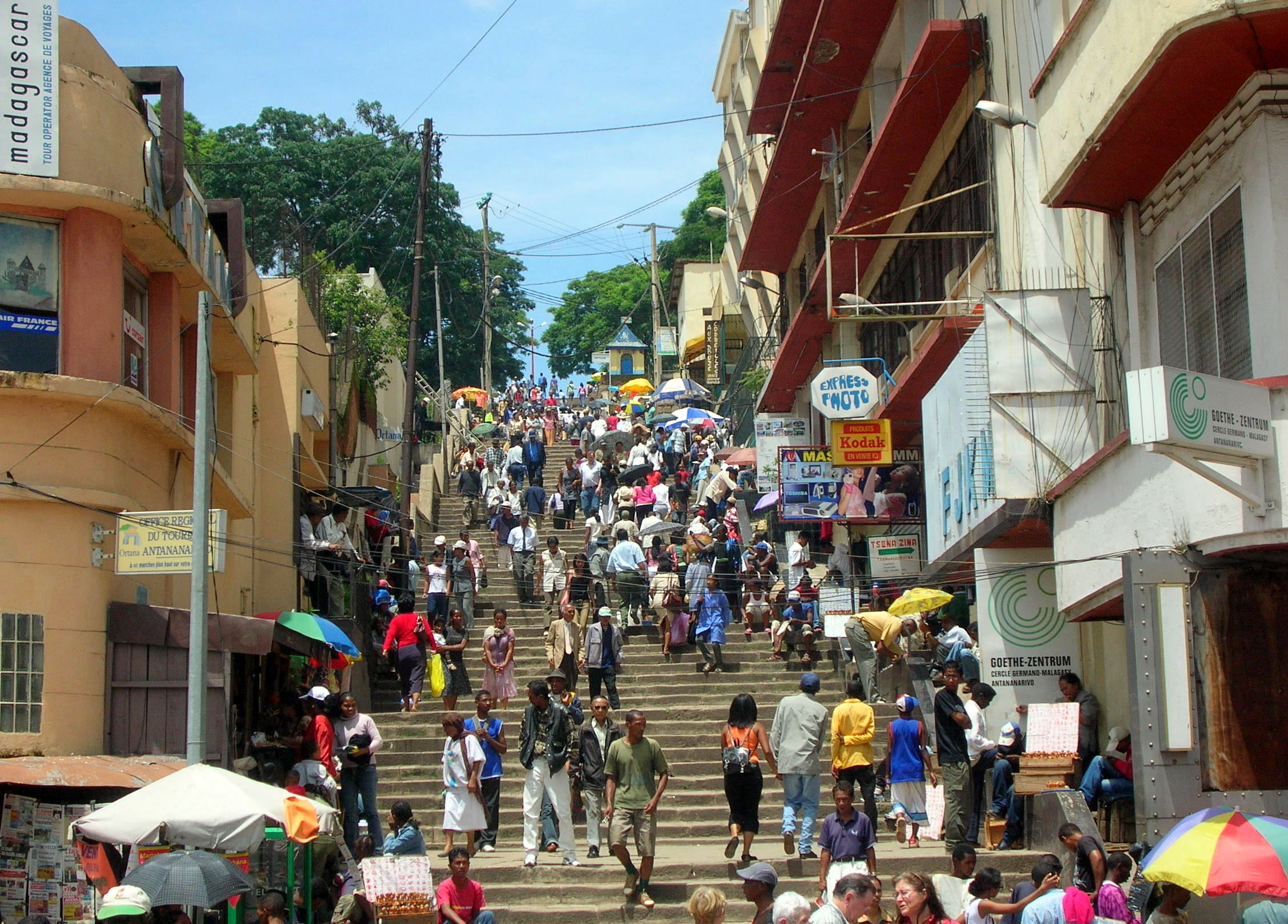
Antananarivo

Il mercato di telefonia mobile è già liberalizzato e altamente competitivo; nel 2017 erano già attivi 8,730,499 di cellulari; per quanto riguarda la linea fissa telefonica nel 2017 c'erano 68,792 linee fisse; gli utenti di internet invece ammontavano a 1,151,563 al 2016; In Madagascar vengono pubblicati tre quotidiani in lingua francese. Come nella maggior parte dei Paesi africani i media radiotelevisivi costituiscono il principale mezzo di diffusione delle informazioni, soprattutto nelle aree rurali.
Lo stato africano è diventato in pochissimi anni, un hub per la tecnologia in particolare per internet, e molte società europee (in particolare francesi) stanno delocalizzando i loro servizi proprio nell'isola, dall’organizzazione dei call center alla gestione dei siti internet per l’e-commerce; questi investimenti esteri hanno incrementato molti posti di lavoro ed oltre 15.000 persone sono impiegate nel settore.
Per quanto riguarda il settore bancario, negli anni 70' il governo istituì la Banca centrale del Madagascar (Banque Centrale de la République Magache). Sempre in quegli anni si formavano altre banche come la Malagasy National Development Bank, un'istituzione creditizia agricola e la National Investment Co., una banca d'investimento industriale. Nel giugno 1975, il governo di Ratsiraka ha nazionalizzato tutte le banche. Nel dicembre 1976 la Bankin'ny Tantsaha Mpamokatra (BTM) fu istituita come banca nazionale per lo sviluppo rurale, Bankin'ny Indostria (BNI) come banca nazionale per lo sviluppo industriale, e Banky Fampandrosoana ny Varotra (BFV) come banca nazionale per il commercio. C'era anche una cassa di risparmio e un sistema di conto corrente postale.
Le riforme economiche del 1988 hanno consentito per la prima volta investimenti privati esteri nel settore bancario da quando le banche sono state nazionalizzate. Nel 1989, la Banque Nationale di Parigi è stata la prima banca francese ad aprire una banca privata, la BMOI, dal 1975.
Nel 2001 c'erano sei banche commerciali in Madagascar, tra cui Banque Malgache de l'Océan Indien (BMOI) e BNI-Credit Lyonnais (BNI-CL), entrambe controllate da istituti bancari europei; Union Commercial Bank (UCB) e State Bank of Mauritius (SBM), entrambi controllati da società mauriziane; BTM, controllato dalla Bank of Africa; e la Bank of New York (BFV / SG). Non ci sono scambi di titoli in Madagascar.

## Turismo

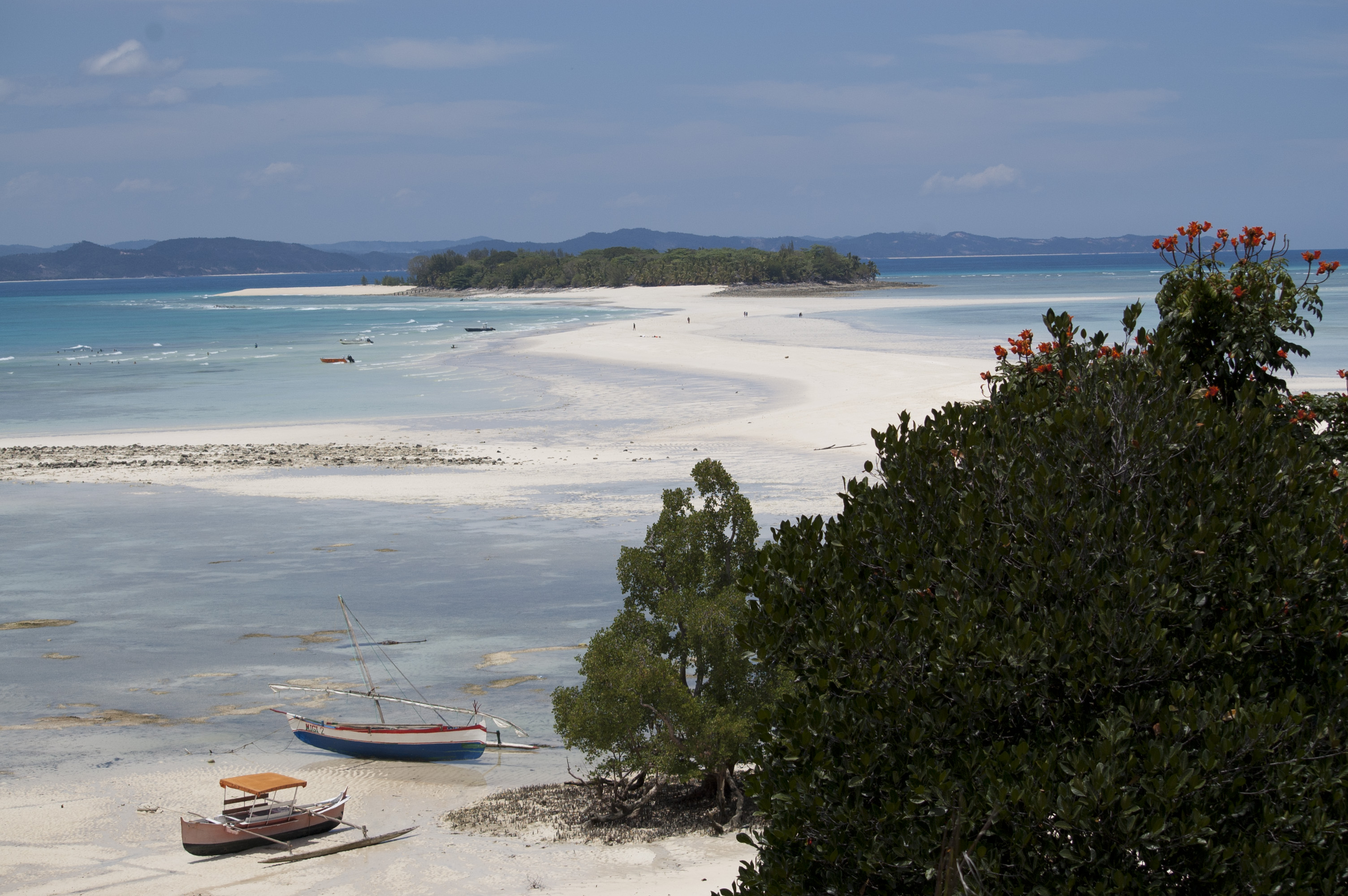
Nosy Iranja è una delle mete del turismo internazionale in Madagascar

Il turismo che ha grandi potenzialità di crescita soprattutto nelle coste grazie ad un mare incontaminato e nell'ecoturismo nei grandi parchi e riserve naturali, ha risentito dell'instabilità politica dell'isola; da pochi anni però è in forte ascesa; gli alberghi dagli anni 90 sono raddoppiati; il governo è intenzionato a far sviluppare a grande scala l'industria turistica, per cercare di ridurre la povertà estrema; le mete turistiche del Madagascar più famose sono la capitale Antananarivo, Andoany, Nosy Komba, Nosy Be. Altre mete che stanno diventando famose sono: Ambositra, Toamasina, Vatomandry, Antsirabe, Anakao, Morondava, Tolagnaro; per quanto riguarda l'ecoturismo in particolare i parchi principali sono il Parco nazionale di Andasibe-Mantadia, il Parco nazionale di Andohahela, il Parco nazionale di Andringitra, il Parco nazionale di Ankarafantsika, il Parco nazionale della Baia di Baly, il Parco nazionale dell'Isalo e molti altri; inoltre l'isola ha diverse aree protette e riserve speciali; un supporto al turismo è dato dall'aeroporto di Antananarivo-Ivato, che è lo scalo maggiore dell'isola e funge da hub per la compagnia di bandiera Air Madagascar. Nel 2019 sono sbarcati nell'isola africana 486.000 turisti.

## Forza lavoro
Al 2017 c'era una forza lavoro di 13.400.000 abitanti, dato in grande crescita.

## Altri dati
Altri indicatori economici di rilievo sono:
- Debito pubblico: 43% del PIL (2017)
- Inflazione: 7,8% (2017)
- Popolazione sotto la soglia di povertà: 54,1% (2017)
- Coefficiente di Gini: 42 (2012)[14]